# Примірні статути сільськогосподарської артілі
Примірний статут сільськогосподарської артілі, Примірний статут колгоспу — нормативно-правовий акт, яким регулювалися основні питання організації та діяльності колгоспів. Напередодні суцільної колективізації сільського господарства функціонували окремі статути для колективів залежно від рівня відчуження приватної власності — товариств спільної обробки землі (ТСОЗів), артілей сільськогосподарських, комун сільськогосподарських. Коли селянам вдавалося нав'язати статут ТСОЗів, на них починали тиснути в напрямі його зміни на артільний. Селян, уже залучених до артільної форми господарювання, штовхали далі — у комуну. Кінцевою метою було переведення кожного села на статут комун. Після переходу до суцільної колективізації за рішенням листопадового (1929) пленуму ЦК ВКП(б) було поставлено завдання створити в союзних республіках єдиний Примірний статут товариств зі спільного обробітку землі. 7 грудня 1929 наркомат землеробства УСРР і Укрколгоспцентр опублікували Примірний статут ТСОЗу, в якому за наполяганням керівника новоствореного наркомату землеробства СРСР Я.Яковлєва (Епштейна) передбачалося усуспільнити не тільки обробіток землі, а й усі засоби виробництва в селянському господарстві й навіть домашню худобу та птицю. Тим часом у комісії політбюро ЦК ВКП(б) під головуванням Я.Яковлєва, яка була створена для розробки питання про темпи й форми колективізації в різних регіонах країни, перемогла думка більш поміркованих працівників, які пропонували визнати основною формою колективізації артіль. В артілі за селянами зберігалося право власності на присадибну ділянку із дрібним реманентом і молочною коровою. Однак за наполяганням секретаря ЦК ВКП(б) В.Молотова і ген. секретаря ЦК ВКП(б) Й.Сталіна з остаточної редакції постанови ЦК ВКП(б), яка побачила світ 5 січня 1930, слова про право селян мати у приватній власності дрібний реманент і молочних корів для споживчих потреб сім'ї були вилучені. Наркомат землеробства СРСР отримав доручення в найкоротший термін розробити Примірний статут с.-г. артілі «як перехідної до комуни форми колгоспу». Теза про перехідність сильно вплинула на примірний статут, опублікований наркоматом землеробства СРСР і Колгоспцентром СРСР 6 лютого 1930. Примірний статут не регламентував розмірів присадибної ділянки, не унормовував права колгоспника на утримання корів і дрібної худоби. Селяни йшли в колгоспи під шаленим адміністративно-чекістським тиском. Тиск породжував опір, хоч і неорганізований, але повсюдний. В усіх регіонах селяни однаково реагували на безрозмірні хлібозаготівлі, розкуркулення, усуспільнення корів і дрібної худоби та птиці, руйнування храмів.

## Нова редакція статуту
Становище влади швидко стало критичним. Опитуванням 28 лютого 1930 в протокол засідання політбюро ЦК ВКП(б) від 5 березня був внесений пункт про вирішення питання щодо примірного статуту колгоспів упродовж доби, щоб 2 березня надрукувати його остаточний варіант у пресі. Одночасно з публікацією статуту в газетах з'явилася стаття Й.Сталіна «Запаморочення від успіхів», яка роз'яснювала його основні положення. У новій редакції примірного статуту було зроблено фундаментальну поступку бунтівному селянству: чітко перераховувалося все те, що треба усуспільнювати під час утворення колгоспу або при вступі селянина в діючий колгосп. Колгоспникам надавалося право тримати корову, дрібну худобу й мати присадибну ділянку. Проте у цьому документі нечітко прописувалися або були зовсім відсутні положення про права та обов'язки колгоспників, про норми колгоспної демократії, а також про права самого колгоспу як юридичної особи. Тому примірний статут не міг перешкодити зосередженню майже безконтрольної влади в руках правління та його голови. Сам колгосп як виробнича одиниця, а також голова колгоспу як службова особа не мали будь-якої самостійності у відносинах із районним начальством. Представники місцевої влади з обуренням зустріли несправедливі звинувачення в «перегинах», які містилися в статті Й.Сталіна. Тому 2 квітня 1930 ЦК ВКП(б) надіслав до низових партійних організацій закритий лист, в якому відверто характеризувалося становище в країні на початок березня 1930: «Якби не було тоді негайно вжито заходів проти викривлень партлінії, ми мали б тепер широку хвилю повстанських селянських виступів, добра половина наших низових робітників була б перебита селянами, була б зірвана сівба, було б підірване колгоспне будівництво і був би поставлений під загрозу наш внутрішній і зовнішній стан. Цим було викликане втручання ЦК, зміна Статуту с/г артілі та опублікування за спеціальною постановою ЦК статті т. Сталіна „Запаморочення від успіхів“». 11—17 лютого 1935 в Москві відбувся 2-й Всесоюзний з'їзд колгоспників-ударників, який схвалив новий Примірний статут с.-г. артілі. В ньому знімалися обмеження на прийом до колгоспу. До цього траплялися випадки, коли від одноосібника перед вступом вимагали купити коня або внести до колгоспної каси його вартість грішми. У новому примірному статуті проголошувалося, що оброблювана колгоспами земля закріплюється за ними в довічне безоплатне користування. Ця норма оформлялася державними актами, які урочисто вручалися кожному колгоспу. Однак безоплатність користування землею не перешкоджала нееквівалентному обмінові між містом і селом. Держава могла будь-коли підвищити норми обов'язкових поставок продукції або ціни на промислові товари, що надходили в село. Державні акти не перешкоджали відчуженню землі на промислові або інші потреби. Примірний статут значно обмежував (до чверті або половини гектара, залежно від місцевих умов) розміри присадибної ділянки. Мотиви такого обмеження обґрунтував у виступі на з'їзді колгоспників-ударників голова колгоспу ім. В.Куйбишева Путивльського району Чернігівської обл. С.Орєхов: «Ясно, товариші, що розмір садиби треба скоротити, її треба зробити такою, щоб не перешкоджала колгоспникові ходити на роботу». 27—28 листопада 1969 3-й Всесоюзний з'їзд колгоспників прийняв Примірний статут колгоспу, який став нормативною основою для прийняття кожним колгоспом власного статуту. Цей документ, як і попередні, визначав права й обов'язки колгоспів щодо ведення громадського господарства, права й обов'язки колгоспників та органів колгоспного управління, принципи організації й оплати праці, соціального забезпечення колгоспників, ведення підсобного господарства сім'ї колгоспника тощо. У грудні 1983 Союзна рада колгоспів внесла додаткові зміни й доповнення до Примірного статуту колгоспу, пов'язані зі зміцненням трудової дисципліни. З прийняттям ВР України 14 листопада 1992 Закону України «Про колективне сільськогосподарське підприємство» Примірний статут колгоспу припинив функціонування як нормативноправовий акт.